# Catedral de Santa María (Puerto Moresby)
La catedral de Santa María (en inglés: St. Mary’s Cathedral) es el nombre que recibe un edificio religioso que está afiliado a la Iglesia católica y se encuentra ubicado en la localidad de Puerto Moresby la capital de Papúa Nueva Guinea en Oceanía.
Se trata de una templo importante pues es la sede de la arquidiócesis de Puerto Moresby en el distrito de la Capital Nacional.
El templo sigue el rito romano o latino y fue visitada por Juan Pablo II en mayo de 1984. Esta dedicada como su nombre lo indica a la Santísima Virgen María. Su exterior esta decorado con colores blanco y azul claro y destaca la torre a un lado de la entrada principal.